# El Tajo
El Tajo är en ort i Mexiko.   Den ligger i kommunen Dolores Hidalgo och delstaten Guanajuato, i den centrala delen av landet, 260 km nordväst om huvudstaden Mexico City. El Tajo ligger 1 916 meter över havet och antalet invånare är 209.
Terrängen runt El Tajo är platt norrut, men söderut är den kuperad. Runt El Tajo är det ganska tätbefolkat, med 93 invånare per kvadratkilometer. Närmaste större samhälle är Dolores Hidalgo, 3,6 km väster om El Tajo. Trakten runt El Tajo består till största delen av jordbruksmark.